# Eupseudosoma nivea
Eupseudosoma nivea là một loài bướm đêm thuộc phân họ Arctiinae, họ Erebidae.